# Alopecosa andesiana
Alopecosa andesiana là một loài nhện trong họ Lycosidae.
Loài này thuộc chi Alopecosa. Alopecosa andesiana được Lucien Berland miêu tả năm 1913.